# Xylosma quichense
Xylosma quichense är en videväxtart som beskrevs av J. D. Smith. Xylosma quichense ingår i släktet Xylosma och familjen videväxter. Inga underarter finns listade i Catalogue of Life.